# Балтинавская волость
Ба́лтинавская волость (латыш. Baltinavas pagasts) — административно-территориальная единица Латвии. Расположена на востоке страны, в исторической области Латгалия. 
Была образована как Балтинавский край 1 июля 2009 года из части расформированного Балвского района.
Внутреннее деление края на волости отсутствовало.
В 2021 году в результате новой административно-территориальной реформы Балтинавский край был преобразован в Балтинавскую волость, которая была включена в Балвский край.

## Население
По оценке на 1 января 2015 года население края составляло 1 085 постоянных жителей, на 1 января 2010 года — 1 365 человек. Площадь края — 185 км².

### Национальный состав
Национальный состав населения края по итогам переписи населения Латвии 2011 года был распределён таким образом:
| Национальность        | Численность, чел. (2011) | %        |
| --------------------- | ------------------------ | -------- |
| Латыши                | 1020                     | 86,66 %  |
| в том числе латгальцы | 917                      | 77,91 %  |
| Русские               | 136                      | 11,55 %  |
| Украинцы              | 7                        | 0,59 %   |
| Белорусы              | 3                        | 0,25 %   |
| Поляки                | 1                        | 0,08 %   |
| Литовцы               | 1                        | 0,08 %   |
| Другие                | 9                        | 0,76 %   |
| всего                 | 1177                     | 100,00 % |